# Melanodytes pustulatus
Melanodytes pustulatus es una especie de coleóptero adéfago de la familia Dytiscidae. Es el único miembro del género monotípico Melanodytes.